# Граф Вронченко (пароход)
«Граф Вронченко» — пароход, оснащенный паровой машиной с движителем колесного типа: по гребному колесу с каждого борта; корабль Балтийского военно-морского флота Российской империи в XIX веке. Назван в честь Федора Вронченко (1779—1852) — государственного деятеля Российской империи первой половины XIX века, уроженца Белоруссии, графа, действительного тайного советника, статс-секретаря императора Николая I, министра финансов Российской империи с 1844 по 1852
Первое судно, железный корпус и машина которого сделаны в России.
Построен на Воткинском заводе, паровая машина сделана на Екатеринбургском заводе. В октябре 1849 года перевезён в разобранном виде в Санкт-Петербург.
Заложен 25 февраля 1850 года на Охтенской верфи в Санкт-Петербурге, спущен на воду 5 августа 1850 года.
Имел две машины. Длина между перпендикулярами 42,7 м. Ширина 6,33 м. Осадка 3,13 м.
В 1851—1852 пароход «Граф Вронченко» плавал в Финском заливе в составе эскадры Гвардейского экипажа.
В 1861 исключен из Списка судов Балтийского флота.

### Крымская война. Морской переход Гельсингфорс — Або летом 1854 года
В годы Крымской войны 1853—1856 пароход «Граф Вронченко» принимал участие в боевых действиях в Балтийском море.
Летом 1854 Отряд кораблей в составе пароходов: «Граф Вронченко», «Ястреб», «Адмирал», «Рюрик» и «Летучий» вышел из Гельсингфорса и направился в Або для усиления обороны города и финского побережья. Пароходы вели на буксирах гребные канонерские лодки Шхерной флотилии. Отрядом командовал капитан-лейтенант Романов, пароходом «Граф Вронченко» — капитан-лейтенант Угла.
При подходе к Поркалаудду по беспроводному телеграфу было получено сообщение о появлении на горизонте отряда крейсеров противника. По приказанию Командира Отряда корабли затушили все огни и продолжили движение по шхерам, несколько сбавив ход. Кочегарам в машинных отделениях был спущен приказ перестать шуровать в угольных топках, чтобы искры из дымовых труб идущих кораблей не выдал местоположения Отряда. Вождение кораблей в темноте было исключительно трудным в силу того, что проходы между островами в шхерах были невелики, а опознавательные и навигационные знаки по ходу движения отсутствовали.
На подходе к русской крепости Гангут морской Отряд по приказу коменданта крепости генерала Моллера, был обстрелян орудиями форта, так как в темноте нельзя было определить принадлежность кораблей. После трех залпов, которые не причинили вреда кораблям и канонеркам Отряда, крепостные сигнальщики разглядели Андреевские флаги на мачтах приближающихся пароходов и огонь русских батарей из форта прекратился.
На следующий день Отряд кораблей и буксируемых канонерских лодок под руководством капитан-лейтенанта Романова около 10 часов утра в полном составе прибыл в Або и стал на якоря на рейде под прикрытием группы малых и двух больших островов — Рунсала и Хирвисала.
К осени 1854, по сведениям английской разведки, на рейде Або в боевой готовности находилось: шесть пароходов Балтийского военно-морского флота России и 18 канонерских гребных лодок Шхерной флотилии, с экипажами по 80 матросов на каждой. В составе Отряда кораблей для обороны города и побережья — пароход «Граф Вронченко».

## Командиры парохода
В разное время командирами парохода в составе Российского императорского флота служили:
- Павел Яковлевич Шкот[2];
- Константин Николаевич Посьет[10];
- Владимир Иванович Угла;
- Пётр Васильевич Фальк (1811—1877), вице-адмирал.